# Charles Manring
Pour les articles homonymes, voir Manring.
Charles Manring, né le 18 août 1929 à Cleveland et mort le 7 août 1991, est un rameur d'aviron américain. 

## Carrière
Charles Manring participe aux Jeux olympiques de 1952 à Helsinki et remporte la médaille d'or en huit, avec Frank Shakespeare, William Fields, Richard Murphy, James Dunbar, Robert Detweiler, Edward Stevens, Henry Proctor et Wayne Frye.